# Posat

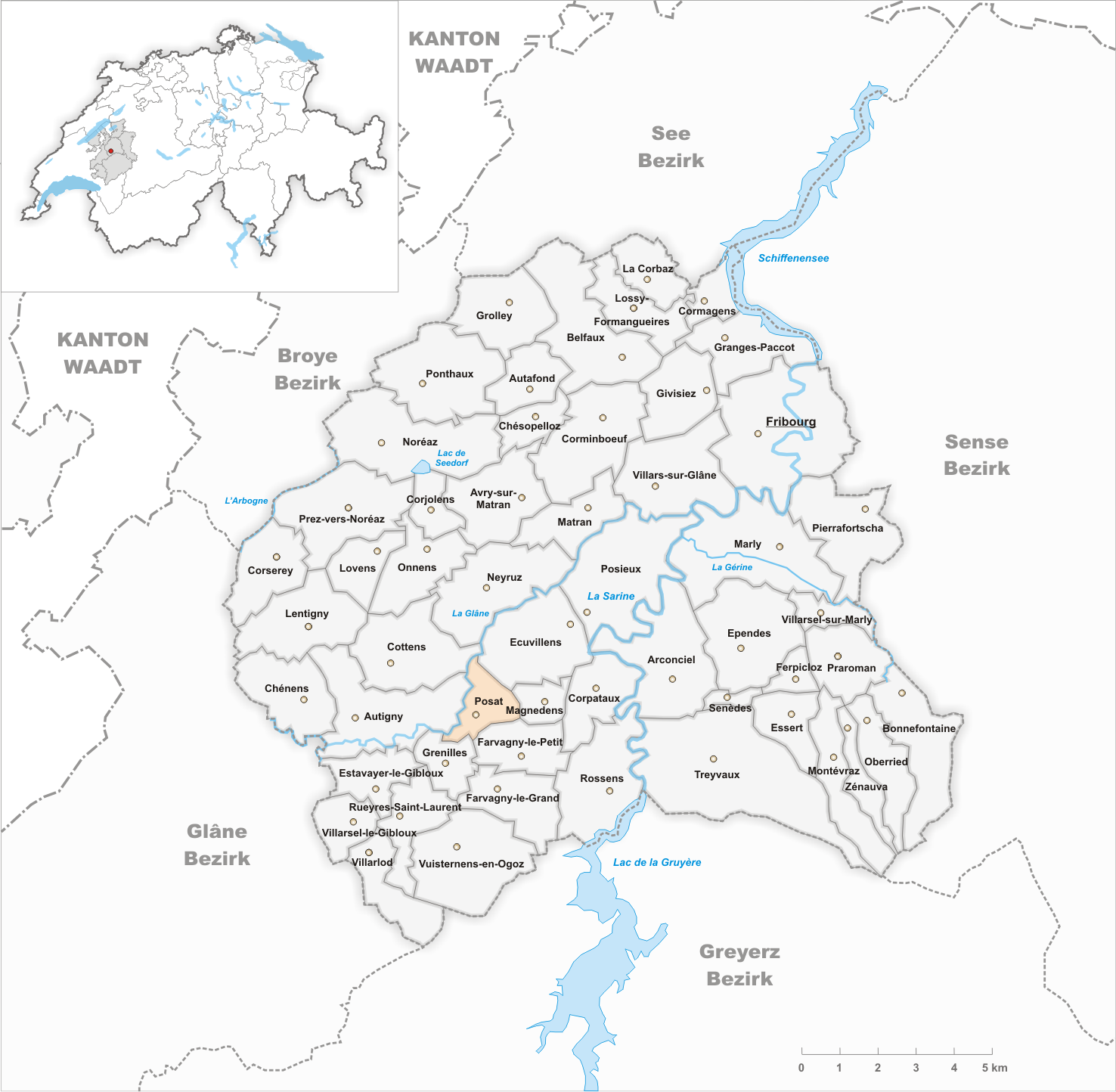
Gemeindestand vor der Fusion am 1. Januar 1996

Posat (Freiburger Patois Pojaⓘ) ist eine Ortschaft und früher selbständige politische Gemeinde im District de la Sarine (deutsch: Saanebezirk) des Kantons Freiburg in der Schweiz. Am 1. Januar 1996 fusionierte Posat mit Farvagny-le-Grand, Farvagny-le-Petit und Grenilles zur neuen Gemeinde Farvagny. Seit 2016 gehört das Dorf zur Gemeinde Gibloux.

## Geographie
Posat liegt auf 664 m ü. M., zehn Kilometer südwestlich der Kantonshauptstadt Freiburg (Luftlinie). Das Bauerndorf erstreckt sich in einer Geländemulde auf dem Plateau östlich des Tals der Glâne, im Molassehügelland des Freiburger Mittellandes. Die ehemalige Gemeindefläche betrug rund 2,0 km². Das Gebiet erstreckte sich vom tief in die Molasseschichten eingeschnittenen Tal der Glâne nach Osten auf das Hochplateau mit der Höhe Le Saugy (741 m ü. M.) und dem ausgedehnten Wald Bois Cornard.

## Bevölkerung
Mit 70 Einwohnern (1995) zählte Posat vor der Fusion zu den kleinsten Gemeinden des Kantons Freiburg.
Einwohnerzahlen: Volkszählungsdaten

## Wirtschaft
Posat lebt noch heute von der Landwirtschaft, insbesondere vom Ackerbau, der Milchwirtschaft und der Viehzucht. Östlich des Dorfes werden mehrere Kiesgruben ausgebeutet.

## Verkehr
Das Dorf liegt abseits der grösseren Durchgangsstrassen, die Hauptzufahrt erfolgt von Corpataux. Der nächste Anschluss an die Autobahn A12 (Bern-Vevey) befindet sich rund 5 km vom Ortskern entfernt. Posat besitzt von Montag bis Freitag mit einer Buslinie der Transports publics Fribourgeois Anbindung an das Netz des öffentlichen Verkehrs.

## Geschichte
Die erste urkundliche Erwähnung des Ortes erfolgte im 12. Jahrhundert unter dem Namen Villar Aldiert. Später erschien auch die Bezeichnung Poja. Der Ortsname geht auf den Patois-Ausdruck posat (Zisterne) zurück. Posat entwickelte sich im 12. Jahrhundert um ein Kloster, das von den Prämonstratensern um 1140 gegründet worden war. Durch Kauf kam das Dorf 1483 unter die Herrschaft von Freiburg und wurde der Vogtei Pont-Farvagny zugeordnet. Das ehemalige Kloster wurde anschliessend zum Sommersitz der Jesuiten aus Freiburg umgewandelt.
Nach dem Zusammenbruch des Ancien Régime (1798) gehörte Posat während der Helvetik zum Bezirk Romont und ab 1803 zum Bezirk Farvagny, bevor es 1848 mit der neuen Kantonsverfassung in den Saanebezirk eingegliedert wurde.
Im Jahr 1995 entschieden sich die Bewohner von Posat, Farvagny-le-Grand, Farvagny-le-Petit und Grenilles für das Zusammengehen ihrer Gemeinden. Damit kam es zur ersten grossen Gemeindefusion im Kanton Freiburg, die auf den 1. Januar 1996 rechtskräftig wurde; die neue Gemeinde erhielt den Namen Farvagny.

## Sehenswürdigkeiten
Die unter den Jesuiten erbaute Wallfahrtskapelle von 1677 besitzt Wandmalereien mit Darstellungen des Kapuzinermärtyrers Jean-Jacques Morel, der in Posat geboren wurde.